# Sting (wrestler)
Steve James Borden, znany jako Sting (ur. 20 marca 1959 w Omaha) – amerykański wrestler. Pracował w federacji TNA. Zadebiutował w World Wrestling Entertainment podczas gali PPV Survivor Series 24 listopada 2014 roku. Aktualnie jest związany z federacją All Elite Wrestling debiutując na specjalnym wydaniu AEW Dynamite pt. Winter Is Coming.
Karierę wrestlera rozpoczął na początku lat 80. XX wieku w Kalifornii w Power Team USA. Występując w federacji Universal Wrestling Federation, wraz z Rickim Steinerem, zdobył pasy Tag Team. Pozostał w World Championship Wrestling po wykupieniu UWF pod koniec 1987 i zdobył pas NWA World Heavyweight Title. W następnym miesiącu rozpoczął feud z Lexem Lugerem, z którym zaprzyjaźnił się, i niedługo później stworzył Tag Team.
29 lutego 1992 Borden po raz pierwszy zdobył tytuł WCW World Heavyweight. W pierwszej połowie 1994, na gali Slamboree zdobył WCW International World title. W pierwszej połowie 1996 Borden stworzył Tag Team z Lexem Lugerem i zdobył WCW World Tag Team Title. Pod koniec 2002 wystąpił podczas europejskiego tournée federacji World Wrestling All-Stars, zdobywając WWA World Heavyweight Championship.
W 2003 podpisał kontrakt z federacją Total Nonstop Action Wrestling na 4 występy. Zadebiutował w federacji 18 czerwca 2003 i z przerwami występuje do dziś.
03.03.2011 Wrócił do TNA i wygrał walkę z Jeffem Hardym o pas World Championship TNA.
Zagrał także w filmie Spotkanie (film 2010) wcielając się w rolę Nicka.
W październiku 2014 roku Sting powrócił do wrestlingu w federacji WWE, podczas gali Survivor Series, gdzie zaatakował Triple H, doprowadzając do wygranej Teamu Johna Ceny w walce John Cena Team vs The Authority. Na WrestleMania 31 stoczył walkę z Triple H. Oprócz Survivor Series, w WWE pojawił się także na ostatnim RAW przed Royal Rumble 2015, kiedy to Cena walczył o przywrócenie zwolnionych (za dołączenie do jego teamu na Survivor Series) Rybacka, Dolpha Zigglera oraz Erica Rowana w handicap matchu z Sethem Rollinsem, Kane’em i Big Showem. Kiedy na titantronie pojawił się Sting i kilka sekund później wszedł na stage, odwrócił uwagę dyrekcji i obecnego wtedy w ringu Rollinsa. Wykorzystał to Cena, który wykonał roll-up na Sethie i wygrał walkę oraz przywrócił ww. wrestlerów. Na WrestleManii XXXI przegrał w walce z Triple H’em po czym obaj uścisnęli sobie dłoń. Była to jego pierwsza walka w WWE. 20 września przegrał walkę z Sethem Rollinsem o WWE World Heavyweight Championship. Zadebiutował w federacji All Elite Wrestling 2 grudnia 2020 roku podczas specjalnego wydania AEW Dynamite: Winter Is Coming. Odbył wtedy segment z udziałem Arna Andersona, Dustina Rhodesa, Cody’ego Rhodesa oraz Darby’ego Allina.
- Finishery
  - Scorpion Death Drop (Reversed DDT)
  - Scorpion Death Lock
- Signatures
  - Pumphandle Tombstone Piledriver
- Rozpoznawalne Akcje
  - Headbutt
  - DDT
  - Vertical Suplex
  - Baseball Shot
  - Superplex
  - Big Boot

## Osiągnięcia
Wrestling Alliance
- World Heavyweight Champion
- NWA World Television Champion
- Winner of 1988 NWA Jim Crockett Sr. Memorial Cup Tag Team Tournament
- Winner of 1989 NWA Iron Man Tournament at StarrCade 1989

Pro Wrestling Illustrated
- PWI Most Improved Wrestler (1988)
- PWI Wrestler of the Year (1990)
- PWI Most Inspirational Wrestler (1990)
- PWI Most Popular Wrestler (1991)
- PWI Most Popular Wrestler (1992)
- PWI Most Popular Wrestler (1994)
- PWI Most Popular Wrestler (1997)
- PWI Match of the Year (1991)

Universal Wrestling Federation
- 3x UWF Tag Team Champion

World Championship Wrestling
- 6x WCW World Heavyweight Champion
- 2x WCW International Heavyweight Champion
- 2x WCW United States Heavyweight Champion
- 3x WCW World Tag Team Champion
- Winner of 1991 WCW Battle Bowl
- Winner of 1994 WCW European Cup
- Winner of 2000 WCW European Cup
- Winner of 1992 WCW King of Cable

World Wrestling All-Stars
- WWA World Heavyweight Champion

Wrestling Observer Newsletter
- 1988 Most Improved Wrestler
- 1988 Most Charismatic Wrestler
- 1988 Match of the Year
- 1992 Best Babyface
- 1992 Most Charismatic Wrestler

Total Nonstop Action Wrestling
- 2011 World Heavyweight Champion
- 2012 TNA Hall of Fame

World Wrestling Entertainment
- 2015 Slammy Award (w kategorii Surprise Return of the Year)